# Rincon (Georgia)
Rincon is een plaats (city) in de Amerikaanse staat Georgia, en valt bestuurlijk gezien onder Effingham County.

## Demografie
Bij de volkstelling in 2000 werd het aantal inwoners vastgesteld op 4376.
In 2006 is het aantal inwoners door het United States Census Bureau geschat op 6922, een stijging van 2546 (58,2%).

## Geografie
Volgens het United States Census Bureau beslaat de plaats een oppervlakte van
17,4 km², geheel bestaande uit land. Rincon ligt op ongeveer 20 m boven zeeniveau.

## Plaatsen in de nabije omgeving
De onderstaande figuur toont nabijgelegen plaatsen in een straal van 24 km rond Rincon.